# Radkersburg Umgebung
Radkersburg Umgebung est une commune autrichienne du district de Südoststeiermark en Styrie.